# Protochronisme en Roumanie
Le protochronisme en Roumanie s'enracine dans des doctrines nationalistes d’inspiration maurrassienne qui ont été diffusées dans le pays surtout à partir des années 1920 mais n’étaient pas prises en considération dans le monde universitaire, jusqu’à ce que le « national-communisme » du régime dictatorial présidé par Nicolae Ceaușescu les intègre dans son corpus idéologique pour légitimer son isolationnisme et son culte de la personnalité qui le plaçait dans la lignée des héros nationaux du passé, chefs d’un peuple n’ayant besoin d’aucune influence extérieure.
Le terme de « protochronisme » a commencé à circuler en Roumanie dans les années 1970 parmi les dissidents pour désigner ce corpus idéologique qui affirmait le caractère unique et pionnier de la culture roumaine, dénonçait « les conséquences fatales que la subordination à la culture occidentale » et combattait les « positions cosmopolites » du synchronisme d’Eugène Lovinesco. Dans son développement, le protochronisme « national-communiste » promouvait un passé idéalisé du pays, en contournant ou détournant les règles de la recherche scientifique, en n’utilisant que les sources pouvant servir son propos, elles-mêmes souvent douteuses.
Les termes satiriques « dacomanie » (en Roumanie) ou « tracomanie » (en Bulgarie) sont également utilisés par les universitaires pour désigner ce courant, que ses partisans appellent « Dacologie » ou « Thracologie ». « Dacologues » ou « Thracologues » dénoncent une hypothétique censure de la « science officielle » et revendiquant le droit de présenter leurs points de vue et leurs arguments à égalité avec ceux des universitaires, démarche analogue à celle des créationnistes dans le sud-est des États-Unis. Ainsi, une semblable controverse trouble, depuis la chute de la dictature, du rideau de fer et de Ceaușescu, l'identité nationale des Roumains : l'Église orthodoxe roumaine affirme que le christianisme était déjà implanté durant l'Antiquité, qu'il faut prendre en considération la légende ecclésiastique comme source aussi fiable, sinon plus, que les travaux archéologiques ou historiques, qu'elle est la continuatrice en droite ligne de l'apôtre André ce qui a pour conséquence que selon ce point de vue, un Roumain ne peut être que chrétien et, de préférence, de tradition orthodoxe.
En Roumanie, les auteurs protochronistes, telle Viorica Enăchiuc, utilisent des documents apocryphes, comme le Codex Rohonczi supposé en alphabet dace pour « démontrer » l’antériorité des Daces sur les civilisations de La Tène et de l’Italie antique, et l’origine dace des Latins. Ils sont soutenus financièrement par des mécènes comme le médecin roumano-américain Napoleon Săvescu, auteur de Nous ne sommes pas des descendants de Rome et coéditeur avec le milliardaire Joseph Drăgan de la revue Nous, les Thraces.

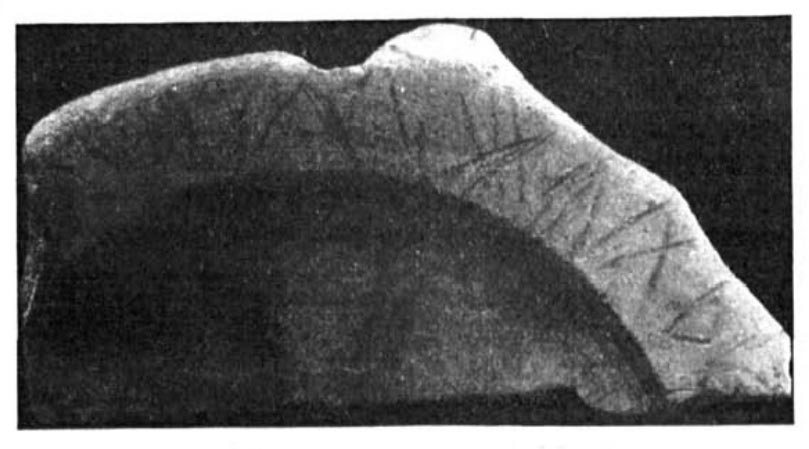
Un alphabet dace ou l’œuvre d'un potier illettré ?

## Historique
L’une des racines du protochronisme est, selon Verdery, le complexe d’infériorité spécifique du nationalisme des « petites nations » balkaniques. En Roumanie, le phénomène remonterait à Bogdan Petriceicu Hasdeu lui-même, scientifique et pionnier de l’historiographie roumaine, dont le travail est d’une valeur reconnue dans son ensemble, mais qui, dans son «Etymologicum magnum Romaniae », écrit que « les dynasties princières médiévales de la Moldavie et de la Valachie descendent d’aristocrates daces dont les origines remonteraient à l’époque de Burebista ». Cette affirmation fantaisiste et indémontrable, qu’aucune source n’étaye, est reprise par les protochronistes actuels.
Après la Première Guerre mondiale, l’unification du pays, et la Grande Dépression des années 1930, l’idéologie protochroniste gagne les groupes politiques qui se targuent de proposer des solutions radicales à la crise et à la corruption, comme la Garde de fer, mouvement d’extrême droite qui affirmait parfois s’inspirer d’un prétendu « message salmoxien » (c’est-à-dire Dace).
Elle gagne aussi l’historien Nicolae Densuşianu qui, dans sa Dacie préhistorique, décrit de façon tout aussi spéculative une « civilisation pélasgique » qui serait originaire de l’espace roumain actuel, se serait étendue durant plus d’un millénaire sur un territoire allant de l’océan Atlantique à l’Inde et serait à l’origine de toutes les cultures européennes. L’auteur présente aussi comme « Daces » des personnages historiques comme la dynastie Assénide du royaume Bulgaro-Valaque ou Horea.
En critiquant ces dérives, Şerban Cioculescu introduit en 1941 le terme « tracomanie ». Mircea Eliade, bien que lui-même inspirateur de dérives hors du champ scientifique, reprenait le terme de Cioculescu et parlait d’un « courant qui dans ses expressions les plus extravagantes, méritait le nom de tracomanie ». Dans les années 1960, le protochronisme a été diffusé et amplifié par Doru Todericiu, un ingénieur auteur d’histoire-fiction, qui, allant encore plus loin, attribuait le mégalithisme aux extraterrestres et faisait des Daces les plus anciens porteurs de cette première civilisation.
En 1974, Edgar Papu publie dans la revue culturelle Le XXe siècle un essai intitulé « Protochronisme roumain », où il listait les innovations européennes qui, selon les protochronistes, seraient dues aux Daces ou aux Roumains. Il donne en exemple « Les enseignements de Neagoe Basarab à son fils Teodosie », qui auraient inspiré toute la littérature baroque européenne, de Dimitrie Cantemir présenté comme un « écrivain romantique avant la lettre », ou encore de Mihai Eminescu vu comme un « précurseur de l’existentialisme et de la sociologie ». La conclusion de Papu est que « le protochronisme rend le monde entier redevable à la Roumanie et s’affirme comme un trait marquant de la critique littéraire roumaine lorsqu’elle se place face au contexte mondial ».
Sans se soucier du ridicule de ce trait, les idéologues du parti commencèrent à intégrer le protochronisme dans leur « national-communisme » à partir de 1974, lors du XIe Congrès du Parti qui adopte l’idée que les Daces auraient réalisé un « État proto-communiste ». Plus son crédit intérieur et international s’effrite face aux critiques (par exemple d’Amnesty International), plus le régime national-communiste de Nicolae Ceaușescu abuse du protochronisme pour légitimer son isolement, en vantant la « supériorité culturelle » locale sur toutes les « influences étrangères » et en insistant sur les « glorieuses » réalisations ou les découvertes du peuple roumain opprimé et ignoré, mais « précurseur » dans divers domaines artistiques, scientifiques ou technologiques.

## Le protochronisme roumain actuel
Lorsque les régimes communistes s’effondrent, la Nomenklatura et l’Église abandonnent le marxisme pour un nationalisme ombrageux dont le protochronisme et les églises locales sont les piliers. L’internet, les médias et la littérature offrent des vastes champs d’expression pour cette idéologie de rechange, largement diffusée, y compris dans l’enseignement public, par des personnages qui avaient fait carrière en encensant le régime de Ceauşescu, tels Adrian Păunescu ou Corneliu Vadim Tudor.
Partisans de la « théorie du complot » et se posant en victimes de la « censure » à laquelle ils seraient soumis par le monde académique, les partisans du protochronisme professent leur mépris pour la « science officielle » et ses « spécialistes asservis ». Pourtant ces derniers ne disposent pas de mécènes, et leurs moyens de diffusion sont inférieurs à ceux des protochronistes, dont les thèses sont mieux connues des écoliers et d’une partie du corps enseignant, que celles des chercheurs respectant la démarche scientifique d’investigation et de vérification. Les protochronistes font sans cesse l’amalgame entre d’une part les critères d’admissibilité d’un travail de recherche auprès des publications scientifiques et des éditions académiques qui veillent à ce que les résultats publiés soient sourcés et vérifiables, et d’autre part l’ancienne censure communiste qui étouffait la liberté d’expression. Le « complot » dont ils seraient les victimes est un leitmotiv des protochronistes, alors que dans l’histoire récente et présente, non seulement la sphère politique n’a pas réprimé le protochronisme, mais bien au contraire elle l’a promu, officialisé et instrumentalisé.

## Pastiches
Les outrances du protochronisme ont inspiré les humoristes. L'un d'entre eux, Radu G. Țeposu, entendait prouver que les Roumains descendent des Aztèques (en roumain Azteci qu'il reliait aux Dovleci : les courgettes, elles aussi d'origine méso-américaine, et au maïs, ingrédient principal d'un mets roumain très répandu, la mămăligă) ; selon lui, survivant à la colonisation espagnole, les Aztèques cachés à fond de cale parmi les pots de végétaux se seraient réfugiés en Italie au XVIe siècle et, en se mélangeant avec les Italiennes, auraient créé les Roumains et seraient venus au XVIIe siècle dans les principautés danubiennes, auparavant peuplées par un peuple disparu, les Dadaces (évoquant à la fois les Daces, et les mots roumains dada : « béni-oui-oui », et dădacă : « nounou », « bonniche »). Un autre, Paul Lazăr-Tonciulescu, a écrit un livre-pastiche, De la Țara Luanei la Ieud (« Du pays de Loana à Ieud ») pour montrer (entre autres) qu'à l'époque des mammouths, les Roumains écrivaient déjà des traités (de gastronomie préhistorique) sur les parois des poteries. Enfin, des scientifiques se sont regroupés en une micronation, le Hospodariat de Melténie.

## Contexte du protochronisme
Ces théories sont anciennes mais ont beaucoup profité :
- du succès de l’ouvrage Da Vinci Code ;
- des réactions émotionnelles aux provocations médiatisées de personnages comme Vladimir Jirinovski (qui n’est pas historien) ayant, par exemple, affirmé que les locuteurs des langues romanes orientales proviendraient d'un « mélange de colons italiens venus sur les nefs génoises et de Tziganes danubiens, qui a envahi des terres appartenant légitimement à la Bulgarie, à la Hongrie et à la Russie »[24] ;
- de l’inégalité entre les pays industrialisés, riches, puissants et connus depuis longtemps, anciennes métropoles coloniales de l’Europe de l'Ouest, et les pays beaucoup moins importants géopolitiquement d'Europe centrale et orientale, ou beaucoup moins riches ou moins bien connus d’Asie, ce qui génère parfois des complexes nourrissant le nationalisme… y compris en histoire.